# Puro siccome un angelo papà mi fece monaco... di Monza
Puro siccome un angelo papà mi fece monaco... di Monza è un film del 1969, diretto da Giovanni Grimaldi.